# 田中常次郎
田中 常次郎（たなか つねじろう、1858年〈安政5年2月〉 - 1915年〈大正4年〉4月20日）は、三重県から北海道の富良野原野への移住と開拓を主導した人物。上富良野町の基礎を築いたひとりである。

## 系譜
「八幡太郎」の異名で知られる源義家から数えて5代目にあたる源義清は、上野国田中城を築いて以来、「田中」の姓を名乗るようになった。
義清から数えて18代目にあたる田中正満は、戦国武将の北畠具教に仕えていた。そして、1575年（天正3年）から1576年（天正4年）11月にかけて起こった伊勢国白米城の合戦で具教が落命すると、「二君に仕えず」として、38歳で民間に落ちることを決めた。
正満から数えて15代目にあたるのが、田中常次郎である。

## 経歴

### 開拓精神の芽生え
1858年（安政5年2月）生まれ。9歳のときに母「いを」を亡くして以来、不遇の中に育つ。田中家の先代が米相場に手を出して失敗したので、跡を継いだ常次郎は衰えかけた家運を回復せねばならなかったのである。
常次郎が壮年となった明治20年代には、三重県から北海道への入植が相次いでいた。常次郎も移住団体への参加を希望していたが、「北海道など流罪人の行くところだ」と親類がこぞって反対したため、果たせずにいた。

### 3度の北海道渡航
1896年（明治29年）7月27日、常次郎は友人に頼まれた事業上の問題により、安濃郡安東村字納所の自宅を出て河芸郡一身田町へと向かったが、夜になっても戻らなかった。翌朝になって、彼の帰りを待つ妻「ひさ」や長男の満太郎のもとに届いた電報には、「ホツカイドウニユクシンパイスルナツネジロウ」と記されていた。
抑えがたい開拓精神に駆られ、家族を置いて北海道に渡った常次郎は、4年前に「三重団体」を率いて幌向原野に入植した板垣贇夫を訪ねた。板垣は常次郎の熱意に理解を示し、2戸分の土地を確保しておくことを約束した。ところが、常次郎が十数日ばかりの短い旅を終えて故郷に戻ったところ、その噂が三重県下に広まり、移住希望者たちが続々と集まって来て、総勢38戸までになった。
同1896年9月末、常次郎は再び北海道へ渡って板垣に相談したが、すでに幌向原野には38戸の集団を受け入れる余地はなくなっていた。そこで板垣は、空知川上流の富良野原野を新たな入植先として推薦した。常次郎は富良野に土地80戸分の貸下げ認可を得ると、行李いっぱいに詰め込んだ馬鈴薯とトウキビを土産として帰郷した。
この土産物は想定外の宣伝効果を生み、またしても移住希望者が殺到したせいで、かなり余裕をもって申請したつもりの土地80戸分では足りなくなってしまった。同1896年暮れ、これで3度目となる渡道をした常次郎は、土地の貸下げを150戸まで増やす手続きを終え、どうにか年内に国元へ帰ることができた。

### 富良野原野への入地
1897年（明治30年）、常次郎は新たな三重団体を組織し、自らの地位は副団体長としつつも、実質的な団体長として働いた。
3月18日、三重団体は四日市港からの出発の時を迎えたが、諸事情により全員一度に旅立つことはできず、第1陣として30名が「敦賀丸」で出港した。横浜港で、日清戦争の御用船だった「仁川丸」に乗り換えると、北海道の小樽港に上陸。そこからは陸路となったが、まだ日本国有鉄道が奥地まで延びていなかったので、炭鉱鉄道の石炭運搬用台車に乗り込み、歌志内駅へ向かった。そして歌志内からは、約2里の道のりを徒歩で進み、先輩にあたる三重団体が2年前に開拓を始めた平岸でひとまず草鞋の紐を解いた。
平岸から空知川を遡行する道のりは、8人の男たちが先行して挑戦することとなった。先頭を歩くのは田中常次郎で、組長に選ばれた田村栄次郎・久野伝兵衛・高田次郎吉・川田七五郎・吉沢源七・川辺三蔵・服部代次郎が後に続く。野花南の先、空知大滝を越えるという冒険を経て、富良野原野に足を踏み入れた8人は、さらに富良野川をさかのぼり、4月12日に目的地である西3線北29号175番地へとたどり着いた。そこはカヤやススキが生い茂る野原であり、真ん中にはニレの樹が1本立っていて、8人はその下で野営することにした。これを機に憩いの楡と呼ばれることになる独立木は、特に巨木というわけではなく、後になって常次郎の子の勝次郎が12歳ごろに幹を抱えてみたところ、あまり太くはなかったという。
入植先の視察を終えた8人は平岸に戻り、5月15日に家族連れで再出発した。しかしながら空知川筋は女性や子供には過酷であるため、旭川廻りのルートが選ばれた。平岸から滝川、音江村と通過し、15日の晩は神居古潭の台場ヶ原で野宿した。5月16日は石狩川沿いに上川平野へ出て、旭川市街で鍋を買い、西神楽の6号付近に住んでいた三重県人の前川周次郎に宿を借りた。17日の夜は美瑛の内田宅で世話になり、18日になってようやく憩いの楡の下に到着した。常次郎たちの住居は、憩いの楡から100メートルほど離れた富良野川の岸辺に作られた。

### 開拓の始まり
こうして三重団体による富良野原野の開拓が始まったが、初年度は全く農作物の収穫を得られず、多くの者は旭川まで出稼ぎに行った。これでは開墾を進められないため、常次郎は北海道庁に願い出て、国道開発工事を請け負うことで窮地を切り抜けた。
開拓2年目には団体の85戸が現地にそろったが、やはり不作だった。そこで入植者たちは、鉄道工事に信用人夫として就労することで、なんとか収入を得た。食糧不足から野草を口にする際、常次郎は自ら試食を行った後に村民へと勧めたという。もっとも、この野草食のおかげで、米ばかり食べさせられる当時の肉体労働者が陥りやすかった脚気を免れたという側面もある。開拓3年目になると、どうにか食糧を生産できるようになった。
1899年（明治32年）11月には鉄道が上富良野駅まで開通し、便利にはなったが物価も上昇した。そこで常次郎は、とある旭川の商人に頼んで自分の土地に、拝み小屋ではあるが1軒の店を出してもらった。村民にとっては大助かりだったが、商人の方もこれで大儲けできた。
1902年（明治35年）、三重団体は開墾した土地を北海道庁から正式にもらい受けた。翌1903年（明治36年）、常次郎は水稲栽培を目指して20アールの試作田を設けるが、失敗に終わる。それでも挑戦を続け、4年目にして多少の結実を得た。5年目には本格的な造田計画を立て、用水組合を組織すると、吉田貞次郎を組合長に据えた。
1913年（大正2年）は大凶作となり、苦労を重ねて作り上げた水田も半分は畑に戻されたが、翌1914年（大正3年）は逆に豊作となり、地域の造田熱が再燃した。

### 村落の成立
原野の中に村落が形作られていく過程で、常次郎は村民の福祉のために働き続けた。鉄道の役人や人夫には宿を貸し、医者が来れば自宅を医務室として提供した。妻からは「旭川に出て商売を」と口説かれたこともあったが、「おれは大地主になるのだ」として退けた。
そして1915年（大正4年）4月20日、58歳で没した。
上富良野町は、田中常次郎らが西3線北29号175番地に到達した1897年（明治30年）4月12日をもって開拓記念日としている。